# مسلحات الذيل
مسلحات الذيل (الاسم العلمي: Hoplocercidae)، فصيلة سحالي من رتبة الحرشفيات مواطنها الأصلية الغابات الاستوائية، والأراضي الخشبية والموائل الشبيهة بالسافانا في أمريكا الوسطى والجنوبية. تضم ستة عشر نوعًا ضمن ثلاثة أجناس.